# A hetedik pecsét (film)
A hetedik pecsét, (eredeti cím: Det sjunde inseglet)  1957-ben bemutatott fekete-fehér svéd film Ingmar Bergman rendezésében. A film alaptémája egy keresztes lovag hazatérése szülőhazájába, a 10 éve nem látott és azóta pestis tizedelte Svédországba. A film legnevezetesebb – azóta klasszikussá vált – jelenete a lovag és a Halál közti sakkpárbaj ábrázolásai. Rendezője, illetve Max von Sydow számára ez a film hozta meg az első komolyabb sikert. A cím utalás a Jelenések könyvére.

## Történet
A kiábrándult keresztes lovag Antonius Block (Max von Sydow) és fegyverhordozója Jöns (Gunnar Björnstrand) a harcok után hazatér a pestis sújtotta Svédországba. Megérekezésük után Block rögtön találkozik a Halállal (Bengt Ekerot), akit egy sápadt, fekete csuklyás szerzetesszerű alak személyesít meg. Block, aki éppen egy sakkjátszma közepén van, kihívja a Halált egy mérkőzésre, abban a reményben, hogy míg a játék folytatódik képes időt nyerni. A Halál beleegyezik, és elkezdik a játékot.
A film többi szereplője nem látja a Halált, és amikor a sakktábla különböző időpontokban előbukkan a történetben, azt hiszik, hogy a lovag egyedül játszik.
A lovag és fegyverhordozója a Block-vár felé tart. Útközben vándorszínészekkel találkoznak, Joffal (Nils Poppe), feleségével Miával (Bibi Andersson), kisgyermekükkel Mikaellel és a "színigazgató" Jonas Skattal (Erik Strandmark). Jofnak különböző látomásai vannak, főleg angyalokról, de ezeket Mia szkeptikusan fogadja.
Block és Jöns belép egy templomba, melynek freskóján a táncoló Halál látható. Jöns rajzol egy kis figurát magáról, majd ezt mondja: "Ez itt a fegyverhordozó Jöns, aki kineveti a Halált. Az ő világa egy Jöns-világ, csak magában hisz. Minden nevetséges, beleértve maga is: "értelmetlen a Mennyország, a Pokol pedig nem érdekli." Block a gyóntatófülkében beszél egy paphoz: "Ma találkoztam a Halállal, sakkot játszunk. Az életem egy hiábavaló törekvés volt, egy vándorlás, egy nagy vita értelem nélkül. Nem érzek keserűséget vagy önvádat, mert az emberek többségének élete ugyanilyen. De a haladékomat értelmes cselekedetre fogom fordítani." Miután a sakkjátszma stratégiájáról kezd beszélni rájön, hogy a gyóntatófülkében a Halál ült. Gyorsan elhagyják a templomot.
Nem sokkal ezután Jöns egy elhagyott faluban keres vizet, ahol megment egy néma cselédlányt (Gunnel Lindblom) a megerőszakolástól. Felismeri a teológus Ravalt (Bertil Anderberg), aki tíz éve rábeszélte Blockot, hogy hagyja ott feleségét, és menjen a Szentföldre harcolni a keresztesekkel. Jöns megígéri a férfinek, hogy megjelöli az arcát, ha még egyszer találkoznak. A lány csatlakozik Jönshöz. A trió beér a városba, ahol a kis színtársulat szerepel. Skat bemutatja a közönségnek Jofot és Miát, majd elcsábítja a kovács Plog (Åke Fridell) feleségét Lisát (Inga Gill), akivel megszökik. Jof és Mia tréfás előadását egy flagelláns menet szakítja félbe.
Jof betér a helyi fogadóba, ahol beleköt Raval, és arra kényszeríti, hogy az asztalon táncoljon, mint egy medve. Jöns is felbukkan, aki állja a szavát, egy tőrrel megvágja Raval arcát. Block közben Miával van egy pikniken, epret esznek és tejet isznak hozzá. A lovag felszabadultan érzi magát, meghívja Miát a férjével együtt a várába, ahol biztonságban lehetnek a pestis elől.
Skat és Lisa az erdőben vannak. A nő elégedetlen a férfivel, ezért visszatér kovács férjéhez. Megjelenik a Halál, aki elől Skat egy fára menekül, de az elkezdi vágni alatta, mondván, hogy lejárt az ideje. Skat arra hivatkozik, hogy a színészekre speciális szabályok vonatkoznak, erre azt a választ kapja, hogy "az előadás haláleset miatt elmarad".
Raval is megjelenik, aki haldoklik a pestisben, és vízért könyörög. A cselédlány adni akar neki, de Jöns megállítja. Jof azt mondja Miának, hogy látja ahogy Block sakkozik a Halállal, és úgy dönt, hogy elmenekül a családjával, addig míg a Halál el van foglalva.
Amikor a Halál kijelenti, hogy senki sem menekül meg, Block fellöki a sakkfigurákat megzavarva a Halált, hogy Jof családja el tudjon menekülni. A Halál visszahelyezi a bábukat a táblára, majd a következő lépéssel megnyeri a mérkőzést. Kijelenti, hogy amikor újra találkoznak, akkor eljön Block ideje - és a vele utazóké - és elviszi őket. Mielőtt a Halál távozna megkérdi a lovagot, hogy sikerült-e véghezvinnie egy értelmes cselekedetet. Block igennel válaszol.
Block újra találkozik feleségével, Karinnal (Inga Landgré), aki egyedül várja a várban, miután a szolgálók elmenekültek. Jönsszel és a cselédlánnyal egy utolsó vacsorán vesznek részt, mielőtt a Halál megjelenik. Block Istenhez imádkozik: "Könyörülj rajtunk, mert kicsik, ijedtek és tudatlanok vagyunk."
Eközben a kis család egy viharba kerül, melyet Jof úgy értelmez, hogy ez a "Halál angyala és ő nagyon nagy." Másnap reggel Jof megpillantja a lovagot és a követőit, akik a hegy fölött egy ünnepélyes haláltáncot járnak a Halállal a nyomukban.

## Szereposztás
| Szereplő                        | Színész             | Magyar hangok   |
| ------------------------------- | ------------------- | --------------- |
| Antonius Block                  | Max von Sydow       | Ujréti László   |
| Jöns                            | Gunnar Björnstrand  | Vass Gábor      |
| Halál                           | Bengt Ekerot        | Tordy Géza      |
| Jof                             | Nils Poppe          | Felföldi László |
| Mia, Jof felesége               | Bibi Andersson      | Kiss Erika      |
| néma cselédlány                 | Gunnel Lindblom     | Földesi Judit   |
| Karin, Block felesége           | Inga Landgré        | Kökényessy Ági  |
| Plog, a patkolókovács           | Åke Fridell         | Kristóf Tibor   |
| Lisa, a patkolókovács felesége  | Inga Gill           | Csere Ágnes     |
| Jonas Skat, a színész           | Erik Strandmark     | Buss Gyula      |
| Raval                           | Bertil Anderberg    | Ujlaki Dénes    |
| boszorkány                      | Maud Hansson        | Báthory Orsolya |
| Albertus Pictor, templomi festő | Gunnar Olsson       | Izsóf Vilmos    |
| szerzetes                       | Anders Ek           | Sörös Sándor    |
| fiatal szerzetes                | Lars Lind           |                 |
| kereskedő                       | Benkt-Åke Benktsson |                 |
| gazda                           | Tor Borong          |                 |
| cseléd                          | Gudrun Brost        |                 |
| fogadós                         | Harry Asklund       |                 |

## A produkció
Bergman eredetileg színdarab formájában írta meg a történetet Trämålning címmel a Malmői Városi Színház színészhallgatói számára. Első alkalommal egy rádiójáték formájában adták elő 1954-ben Bergman rendezésében. Szintén ő rendezte a következő tavasszal Malmőben a színházban, majd ősszel Stockholmban is színpadra került Bengt Ekerot rendezésében, aki később a filmváltozatban a Halált játszotta.
A hetedik pecsét forgatókönyvét Bergman a Karolinska kórházban kezdte írni, ahol gyomorpanaszokból lábadozott. A projekthez csak az Egy nyári éj mosolya cannes-i sikere után kapott zöld utat. Végül ötször írta újra a forgatókönyvet, a film költségvetését megközelítőleg 150 ezer dollárban állapították meg.
Két jelenet kivételével mindent a solnai Filmstaden stúdióiban vettek fel. Kivétel volt a híres tengerparti nyitójelenet, melyben Block a Halállal sakkozik, és a végén a haláltánc. Mindkét jelenet Skåne tartomány északnyugati, sziklás, meredek partjainál lett felvéve.

## Díjak és jelölések
- Cannes-i Nemzetközi Filmfesztivál (1957)
  - díj: a zsűri különdíja – Ingmar Bergman
  - jelölés: Arany Pálma – Ingmar Berman
- Sant Jordi-díj (1962)
  - díj: az év filmje – Ingmar Berman
  - legjobb külföldi rendező – Ingmar Berman
- Fotogramas de Plata (1962)
  - díj: legjobb külföldi színész – Max von Sydow
- Italian National Syndicate of Film Journalists (1961)
  - díj: Ezüst Szalag (legjobb rendező - külföldi film) – Ingmar Bergman
- Cinema Writers Circle Awards, Spanyolország (1962)
  - díj: legjobb külföldi film
  - díj: legjobb külföldi rendező – Ingmar Berman

## Fordítás
- Ez a szócikk részben vagy egészben  a   The_Seventh_Seal című angol Wikipédia-szócikk fordításán alapul.  Az eredeti cikk szerkesztőit annak laptörténete sorolja fel. Ez a jelzés csupán a megfogalmazás eredetét és a szerzői jogokat jelzi, nem szolgál a cikkben szereplő információk forrásmegjelöléseként.